# اورولمولا
اورولمولا (انگلیسی: Urulemulla) یک روستا در کشور سری‌لانکا است.